# George Karađorđe
George Karađorđe (sârbă: Ђорђе Карађорђевић) (1827, Chișinău - 14 august 1884, Bad Gastein, Austria) - descendentul (nepot direct) conducătorului Serbiei Karađorđe Petrović, ofițer (locotenent) al Armatei ruse și colonel al Armatei Sârbe. Este fiul Mariei Trokin și al lui Alexei Karagheorghevic. După asolvirea școlii militare a fost ofițer în coloana Preobrajenski a Armatei țariste ruse și maior, iar apoi colonel-locotenent, adjunct al armatei sârbe, sub conducerea regelui Alexandru Karagheorghević. A fost căsătorit cu Sara, fiica maiorului sârb Mișa Anastasievici și a Hristinei Uroșevici. Mișa a făcut o încercare de lovitură de stat cu scopul întronării lui George Karagheorghević, însă nu a reușit. După această încercare nereușită, nepotul primului conducător al Serbiei a locuit la Nița și Paris. A decedat la Bad Gastein . A avut doi copii- Alexei și Bojidar.